# San Agustín Zapotlán
San Agustín Zapotlán es una localidad de México localizada en el municipio de Zempoala en el estado de Hidalgo. 

## Geografía
Se encuentra en la región geográfica de los llanos de Apan (Altiplanicie pulquera), le corresponden las coordenadas geográficas 19° 52’ 38.176” de latitud norte y 98° 42’ 55.787” de longitud oeste, con una altitud de 	2377 m s. n. m. En cuanto a fisiografía se encuentra en la provincia del Eje Neovolcánico, dentro de la subprovincia de Lagos y Volcanes de Anáhuac; su terreno es de lomerio. En lo que respecta a la hidrografía se encuentra posicionado en la región del Pánuco, dentro de la cuenca del río Moctezuma, y dentro de las subcuenca del río Tezontepec. Cuenta con un clima semiseco templado.

## Demografía
En 2020 registró una población de 1197 personas, lo que corresponde al 2.07 % de la población municipal. De los cuales 567 son hombres y 630 son mujeres.
| Gráfica de evolución demográfica de San Agustín Zapotlán entre 1900 y 2020 |
|                                                                            |
| Población registrada por los censos y conteos del INEGI.                   |